# Campeonato Africano de Atletismo de 2014 - 100 m feminino
A prova dos 100 metros feminino do Campeonato Africano de Atletismo de 2014 foi disputada entre os dias 10 e 11 de agosto de 2014 no Estádio de Marrakech  em Marrakech,  no Marrocos. Participaram da prova 31 atletas. 

## Recordes
Antes desta competição, os recordes mundiais e do campeonato nesta prova eram os seguintes:
|                       | Nome                     | Nacionalidade  | Tempo  | Local        | Data                |
| --------------------- | ------------------------ | -------------- | ------ | ------------ | ------------------- |
| Recorde mundial       | Florence Griffith Joyner | Estados Unidos | 10s 49 | Indianápolis | 16 de julho de 1988 |
| Recorde do campeonato | Blessing Okagbare        | Nigéria        | 11s 03 | Nairóbi      | 29 de julho de 2010 |
| Recorde africano      | Blessing Okagbare        | Nigéria        | 10s 79 | Londres      | 27 de julho de 2013 |

Os seguintes recordes foram estabelecidos durante esta competição:
| Data         | Evento | Atleta            | Nacionalidade | Tempo  | Notas                 |
| ------------ | ------ | ----------------- | ------------- | ------ | --------------------- |
| 11 de agosto | Final  | Blessing Okagbare | Nigéria       | 11s 00 | Recorde do campeonato |

## Medalhistas
| Ouro                    | Prata                 | Bronze                   |
| Blessing Okagbare (NGR) | Murielle Ahouré (CIV) | Marie-Josée Ta Lou (CIV) |

## Cronograma
Todos os horários são locais (UTC+1).
| Data         | Hora  | Evento    |
| ------------ | ----- | --------- |
| 10 de aosto  | 09:30 | Bateria   |
| 10 de agosto | 21:10 | Semifinal |
| 11 de agosto | 18:25 | Final     |

## Resultados

### Bateria
Qualificação: 3 atletas de cada bateria (Q) mais os 5 melhores qualificados (q).
| Posição | Bateria | Atleta                       | Nacionalidade      | Tempo | Notas |
| ------- | ------- | ---------------------------- | ------------------ | ----- | ----- |
| 1       | 4       | Murielle Ahouré              | Costa do Marfim    | 11.36 | Q     |
| 2       | 1       | Marie-Josée Ta Lou           | Costa do Marfim    | 11.40 | Q     |
| 3       | 2       | Blessing Okagbare            | Nigéria            | 11.42 | Q     |
| 4       | 2       | Pon Karidjatou Traoré        | Burquina Fasso     | 11.59 | Q     |
| 5       | 3       | Flings Owusu-Agyapong        | Gana               | 11.62 | Q     |
| 6       | 3       | Gloria Asumnu                | Nigéria            | 11.68 | Q     |
| 7       | 3       | Nanzie Adeline Gouenon       | Costa do Marfim    | 11.74 | Q     |
| 8       | 1       | Lawretta Ozoh                | Nigéria            | 11.75 | Q     |
| 9       | 2       | Beatrice Gyaman              | Gana               | 11.77 | Q     |
| 9       | 4       | Gemma Acheampong             | Gana               | 11.77 | Q     |
| 11      | 2       | Tegest Tamangnu              | Etiópia            | 11.82 | q     |
| 12      | 1       | Aminata Diakite              | Mali               | 11.94 | Q     |
| 13      | 2       | Melissa Hewitt               | África do Sul      | 12.06 | q     |
| 14      | 3       | Millicent Ndoro              | Quênia             | 12.08 | q     |
| 15      | 4       | Yvonne Nalishuwa             | Zâmbia             | 12.17 | Q     |
| 16      | 2       | Elodie Embony                | Madagáscar         | 12.21 | q     |
| 16      | 4       | Safina Mukoswa               | Quênia             | 12.21 | q     |
| 18      | 1       | Joanne Loutoy                | Seicheles          | 12.22 |       |
| 19      | 4       | Labarang Charifa Benazir     | Camarões           | 12.24 |       |
| 20      | 4       | Assia Raziki                 | Marrocos           | 12.27 |       |
| 21      | 3       | Irene Bell Bonong            | Camarões           | 12.31 |       |
| 22      | 1       | Beatrice Midomide            | Benim              | 12.31 |       |
| 23      | 3       | Valerie Hounkpeto            | Benim              | 12.43 |       |
| 24      | 3       | Ghita El Kafy                | Marrocos           | 12.52 |       |
| 25      | 2       | Ida Marlen Mevong Mba        | Guiné Equatorial   | 12.54 |       |
| 25      | 4       | Neima Sefa                   | Etiópia            | 12.54 |       |
| 27      | 2       | Felie Michele Mboyi          | República do Congo | 12.57 |       |
| 28      | 3       | Senknsh Mengista             | Etiópia            | 12.86 |       |
| 29      | 4       | Fatimeta Doucouré            | Mauritânia         | 14.15 |       |
| 30      | 1       | Hinikissia Albertine Ndikert | Chade              | DNS   |       |
| 30      | 1       | Marie Jeanne Eba             | Camarões           | DNS   |       |

### Semifinal
Qualificação: 3 atletas de cada bateria  (Q) mais os  2 melhores qualificados (q). 
| Posição | Bateria | Atleta                 | Nacionalidade   | Tempo | Notas  |
| ------- | ------- | ---------------------- | --------------- | ----- | ------ |
| 1       | 1       | Murielle Ahouré        | Costa do Marfim | 11.19 | Q      |
| 2       | 2       | Blessing Okagbare      | Nigéria         | 11.20 | Q      |
| 3       | 2       | Marie-Josée Ta Lou     | Costa do Marfim | 11.25 | Q      |
| 4       | 2       | Gloria Asumnu          | Nigéria         | 11.44 | Q      |
| 5       | 1       | Pon Karidjatou Traoré  | Burquina Fasso  | 11.53 | Q      |
| 6       | 1       | Lawretta Ozoh          | Nigéria         | 11.58 | Q      |
| 7       | 1       | Nanzie Adeline Gouenon | Costa do Marfim | 11.75 | q      |
| 8       | 2       | Gemma Acheampong       | Gana            | 11.77 | q      |
| 9       | 2       | Beatrice Gyaman        | Gana            | 11.92 |        |
| 10      | 1       | Tegest Tamangnu        | Etiópia         | 11.95 |        |
| 11      | 2       | Melissa Hewitt         | África do Sul   | 11.98 |        |
| 12      | 2       | Millicent Ndoro        | Quênia          | 12.09 |        |
| 13      | 1       | Yvonne Nalishuwa       | Zâmbia          | 12.19 |        |
| 14      | 2       | Aminata Diakite        | Mali            | 12.21 |        |
| 15      | 1       | Safina Mukoswa         | Quênia          | 12.26 |        |
| 16      | 1       | Elodie Embony          | Madagáscar      | 12.32 |        |
| 17      | 1       | Flings Owusu-Agyapong  | Gana            | DSQ   | R162.5 |

### Final
| Posição           | Raia | Atleta                 | Nacionalidade   | Tempo | Notas                 |
| ----------------- | ---- | ---------------------- | --------------- | ----- | --------------------- |
| Medalha de ouro   | 6    | Blessing Okagbare      | Nigéria         | 11.00 | Recorde do campeonato |
| Medalha de prata  | 3    | Murielle Ahouré        | Costa do Marfim | 11.03 |                       |
| Medalha de bronze | 4    | Marie-Josée Ta Lou     | Costa do Marfim | 11.20 |                       |
| 4                 | 7    | Gloria Asumnu          | Nigéria         | 11.49 |                       |
| 5                 | 5    | Pon Karidjatou Traoré  | Burquina Fasso  | 11.60 |                       |
| 6                 | 2    | Gemma Acheampong       | Gana            | 11.74 |                       |
| 7                 | 8    | Lawretta Ozoh          | Nigéria         | 11.74 |                       |
| 8                 | 1    | Nanzie Adeline Gouenon | Costa do Marfim | 11.86 |                       |

Legenda
| Recorde mundial       | Recorde mundial (World record)               |                       | Recorde africano                      | Recorde africano (African) |                                           | Q | Classificado por posição (Qualified) |
| Recorde do campeonato | Recorde do campeonato (Championship record)  | Recorde da América    | Recorde da América (Americas)         | q                          | Classificado por melhor tempo (Qualified) |   |                                      |
| Melhor marca do ano   | Melhor marca do ano (World leading)          | Recorde asiático      | Recorde asiático (Asian)              | DNS                        | Não largou (Did not start)                |   |                                      |
| Recorde nacional      | Recorde nacional (National record)           | Recorde europeu       | Recorde europeu (European)            | DNF                        | Não terminou (Did not finish)             |   |                                      |
| Recorde pessoal       | Recorde pessoal do atleta (Personal best)    | Recorde da Oceania    | Recorde da Oceania (Oceania)          | DSQ / DQ                   | Desclassificado (Disqualified)            |   |                                      |
| Recorde da temporada  | Recorde da temporada do atleta (Season best) | Recorde sul-americano | Recorde sul-americano (South America) | NM                         | Sem marca (No mark)                       |   |                                      |